# Mike Peters
Michael Leslie "Mike" Peters, född 25 februari 1959 i Prestatyn, Denbighshire, död 29 april 2025 i Dyserth, Denbighshire, var en brittisk (walesisk) sångare, musiker och låtskrivare, ursprungligen i gruppen The Alarm.
Efter att The Alarm brutit upp gav han ut några soloalbum, bland annat "Rise" i samarbete med Billy Duffy från The Cult.
Mike Peters gjorde tillsammans med Craig Adams och Billy Duffy ett album under gruppnamnet Coloursound 1999.

## Dead Men Walking
Mike Peters var involverad i Dead Men Walking, en konstellation bestående av musiker från flera olika rockband.
Den nuvarande uppställningen består av:
- Mike Peters
- Captain Sensible (The Damned)
- Kirk Brandon (Spear of Destiny)
- Slim Jim Phantom (Stray Cats)

2004 släppte man ett nytt album med den här sättningen. Albumet, "In the Poppy Fields" var från början ett projekt som bestod av fem skivor och drygt 50 låtar som Mike Peters skrev 93-94. De fem albumen släpptes som en helhet som fansen fick ”prenumerera” på. Genom det fick alla som köpte dem tillgång till en hemsida där de sen fick välja ut 10 låtar som skulle ingå i det officiella "In the Poppy Fields" albumet.
Första singeln, "45 Rpm", släpptes under pseudonym för att Mike Peters ville visa att musikbranschen är åldersfixerad. Man anlitade ett ungt band som heter The Wayriders till videon och så gav man ut singeln under namnet The Poppyfields. Låten klättrade på listorna och spelades en hel del på de kommersiella stationerna och många var lyriska över detta nya band, ända tills bluffen uppdagades. Men Mike Peters hade ju då redan bevisat hur åldersfixerad musikbranschen är.